# Псовогорский сельсовет
Псовогорский сельсовет — упразднённая административно-территориальная единица, существовавшая на территории Московской губернии и Московской области до 1939 года.
Псовский сельсовет возник в первые годы советской власти. По данным 1922 года он находился в составе Канаевской волости Волоколамского уезда Московской губернии.
24 марта 1924 года Канаевская волость была упразднена и Псовский с/с был передан в Серединскую волость.
В 1925 году Псовский с/с был переименован в Псовогорский сельсовет, в 1926 — обратно в Псовский, а в 1929 — вновь в Псовогорский.
По данным 1926 года в состав сельсовета входили 3 населённых пункта — Псова Гора, Бобровка и Псово-Подгорье.
В 1929 году Псовогорский с/с был отнесён к Шаховскому району Московского округа Московской области.
4 апреля 1939 года селение Псова Гора было переименовано в Высокое, а Псовогорский с/с — в Высоковский сельсовет.
17 июля 1939 года Высоковский с/с был упразднён, а его территория передана в Репотинский с/с.